# Thuiaria abyssicola
Thuiaria abyssicola är en nässeldjursart som först beskrevs av Chantal Billard 1925.  Thuiaria abyssicola ingår i släktet Thuiaria och familjen Sertulariidae. Inga underarter finns listade i Catalogue of Life.